# غوادلوب ليفر
الليفر عملة غوادلوب حتى عام ١٨١٦. قُسِّم إلى ٢٠ سو، كل منها ١٢ دينير، وكان الإسكالين يساوي ١٥ سو. كان الليفر الغوادلوبي عملة استعمارية فرنسية، تميزت باستخدام العملات الإسبانية جزئيًا.

## تاريخ
في البداية، كان الليفر الفرنسي متداولًا. واستُكمل ذلك بإصدار عملات معدنية مطبوعة ومقطوعة في أواخر القرن الثامن عشر وأوائل القرن التاسع عشر، وخاصةً بين عامي ١٨١١ و١٨١٦ عندما احتلت بريطانيا غوادلوب. وبعد استعادة السيطرة الفرنسية، حل الفرنك الفرنسي محل الليفر، حيث صدر فرنك غوادلوب ابتداءً من عام ١٨٤٨.

## عملات معدنية
في عام 1793، خُتمت العملات الفرنسية من فئة 12 دينير بالأحرف "RF" وتُداولت مقابل 3 سوس 9 دينير ( في عام ١٨٠٢، أُنتجت عملات إسكالين فئتي إسكالين، وذلك بتقطيع الدولار الإسباني إلى جزء مركزي ثماني الأضلاع لعملات الـ ٤ إسكالين، وثمانية أقسام خارجية لعملات الـ ١ إسكالين. طُبعت كلتا العملتين بالرمز "RF"، وطُبعت العملات الـ ٤ إسكالين أيضًا بالرمز "4E".
في عام 1811، صُدرت عدد من الفئات المختلفة، وكلها كانت مختومة بحرف "G" المتوج. أُنتجت 10 عملات معدنية من فئة سوس من إسبانيا والمستعمرات الإسبانية. ريال، 3 بنسات بريطانية وفرنسية إيكو. أُنتجت عملات معدنية بقيمة 20 سوس من عملات بقيمة 1 ريال، و12 سوس، و6 بنسات، وقطع المقابس المركزية من الدولارات الإسبانية. أُنتجت عملات معدنية بقيمة 40 سوس من عملات معدنية إيكو، و24 سوس، وشلن واحد. صُنعت عملات معدنية من فئة 9 ليرات من الدولارات الإسبانية التي قُطع منها سدادة مركزية (استُخدمت لصنع 20 سوس). طُبعت على 6400 ريس برازيلية طبعة "G" و"82.10" لإنتاج 82 ليرات و10 سوس. في عام 1813، صُنعت عملتان معدنيتان من فئة 2 ليرات و5 سوس من أرباع الدولارات الإسبانية.